# Караулов, Василий Васильевич
Василий Васильевич Караулов (род. 24 января 1991, Выселковский район, Краснодарский край) — российский самбист и дзюдоист, чемпион и призёр чемпионатов России и Европы, призёр чемпионата мира, обладатель Кубка мира, Заслуженный мастер спорта России. Выпускник Армавирского государственного педагогического университета.

## Спортивные результаты
- Чемпион Европы и мира среди юношей;
- Чемпион мира среди молодёжи;
- Обладатель Кубка мира 2011 года;
- XXXIII Международный турнир «Мемориал Анатолия Харлампиева», 2012 год — ;
- Чемпионат России по самбо 2012 года — ;
- Чемпионат России по самбо 2013 года — ;
- Чемпионат России по самбо 2014 года — ;
- Самбо на Летней Универсиаде 2013 года — ;